# 水谷勝阜
水谷 勝阜（みずのや かつおか）、万治3年（1660年） - 享保18年11月20日（1733年12月25日））は、江戸幕府の旗本。官位は従五位下信濃守。通称は弥之助。父は水谷勝能、母は安藤重矩の娘。兄弟に水谷勝睦がいる。妻は妻木頼保の娘。子に勝晴（水谷勝美の養子となった）、永井白弘室、諏訪頼安室、勝比がいる。

## 生涯
延宝4年（1676年）初めて徳川家綱に拝謁、延宝8年遺跡を継ぎ、小普請となった。相続した知行のうち300石を弟水谷勝睦に与え、知行1700石となる。天和元年（1681年）小姓組、貞享2年（1685年）進物のお役目、元禄2年（1689年）5月使番、同年12月布衣の着用を許された。元禄8年（1695年）目付となる。元禄10年（1697年）9月美作国津山藩改易の折、現地にて津山城請取の役を勤めた。元禄12年（1699年）9月、京都西町奉行となり、丹波国氷上郡に知行500石を加増され、合わせて2200石となる。同年11月従五位下信濃守に叙任。宝永2年（1705年）1月仰をうけて、畿内、近江、丹波、播磨等の御料を巡視した。同年8月職を辞し寄合となる。のちに丹波国の知行を武蔵国多摩郡に移された。享保5年（1720年）致仕、享保18年（1733年）死去。享年74。